# Llista de ciutats del món per població
Aquesta llista conté totes les ciutats del món amb més de 3.000.000 d'habitants. Les dades de població són aproximades i corresponen als censos de les ciutats en els darrers anys.
| Posició | Ciutat             | País                            | Població   | Destacat                                                                          |
| ------- | ------------------ | ------------------------------- | ---------- | --------------------------------------------------------------------------------- |
| 1       | Xangai             | República Popular de la Xina    | 21.020.000 | La més poblada de la Xina, d'Àsia i del món                                       |
| 2       | Pequín             | República Popular de la Xina    | 18.431.000 |                                                                                   |
| 3       | Istanbul           | Turquia                         | 15.113.808 | La més poblada de Turquia i d'Europa, encara que és transcontinental euroasiàtica |
| 4       | Karachi            | Pakistan                        | 14.916.456 | La més poblada del Pakistan                                                       |
| 5       | Shenzhen           | República Popular de la Xina    | 12.994.000 |                                                                                   |
| 6       | Moscou             | Rússia                          | 12.480.481 | La més poblada de Rússia i d'Europa, sent completament europea                    |
| 7       | Bombai             | Índia                           | 12.478.447 | La més poblada de l'Índia                                                         |
| 8       | São Paulo          | Brasil                          | 12.214.440 | La més poblada del Brasil i d'Amèrica                                             |
| 9       | Guangzhou          | República Popular de la Xina    | 12.874.400 |                                                                                   |
| 10      | Tianjin            | República Popular de la Xina    | 12.090.000 |                                                                                   |
| 11      | Lahore             | Pakistan                        | 11.126.285 |                                                                                   |
| 12      | Delhi              | Índia                           | 11.007.835 |                                                                                   |
| 13      | Seül               | Corea del Sud                   | 10.010.983 | La més poblada de Corea del Sud                                                   |
| 14      | Jakarta            | Indonèsia                       | 9.588.198  | La més poblada d'Indonèsia                                                        |
| 15      | Tòquio             | Japó                            | 9.555.919  | La més poblada del Japó                                                           |
| 16      | Wuhan              | República Popular de la Xina    | 8.896.900  |                                                                                   |
| 17      | Kinshasa           | República Democràtica del Congo | 8.754.000  | La més poblada d'Àfrica                                                           |
| 18      | Ciutat de Mèxic    | Mèxic                           | 8.421.000  | La més poblada de Mèxic i de l'Amèrica del Nord                                   |
| 19      | Bangalore          | Índia                           | 8.425.970  |                                                                                   |
| 20      | Nova York          | Estats Units                    | 8.336.697  | La més poblada dels Estats Units                                                  |
| 21      | Teheran            | Iran                            | 8.244.535  | La més poblada de l'Iran                                                          |
| 22      | Londres            | Regne Unit                      | 8.174.100  | La més poblada del Regne Unit                                                     |
| 23      | Lagos              | Nigèria                         | 7.937.932  | La més poblada de Nigèria                                                         |
| 24      | Txungking          | República Popular de la Xina    | 7.916.600  |                                                                                   |
| 25      | Dongguan           | República Popular de la Xina    | 7.638.600  |                                                                                   |
| 26      | Lima               | Perú                            | 7.605.742  | La més poblada del Perú                                                           |
| 27      | Ciutat Ho Chi Minh | Vietnam                         | 7.521.138  | La més poblada del Vietnam                                                        |
| 28      | Bogotà             | Colòmbia                        | 7.467.804  | La més poblada de Colòmbia                                                        |
| 29      | Hong Kong          | República Popular de la Xina    | 7.108.100  |                                                                                   |
| 30      | Bangkok            | Tailàndia                       | 7.025.000  | La més poblada de Tailàndia                                                       |
| 31      | Dhaka              | Bangladesh                      | 7.000.940  | La més poblada de Bangladesh                                                      |
| 32      | Hyderabad          | Índia                           | 6.809.970  |                                                                                   |
| 33      | El Caire           | Egipte                          | 6.758.581  | La més poblada d'Egipte                                                           |
| 34      | Rio de Janeiro     | Brasil                          | 6.747.820  |                                                                                   |
| 35      | Hanoi              | Vietnam                         | 6.451.909  |                                                                                   |
| 36      | Ahmedabad          | Índia                           | 5.570.585  |                                                                                   |
| 37      | Bagdad             | Iraq                            | 5.402.486  | La més poblada de l'Iraq                                                          |
| 38      | Al-Riyad           | Aràbia Saudita                  | 5.188.286  | La més poblada de l'Aràbia Saudita                                                |
| 39      | Singapur           | Singapur                        | 5.183.700  | La més poblada de Singapur                                                        |
| 40      | Ankara             | Turquia                         | 5.036.238  |                                                                                   |
| 41      | Sant Petersburg    | Rússia                          | 5.398.064  |                                                                                   |
| 42      | Santiago de Xile   | Xile                            | 5.012.973  | La més poblada de Xile                                                            |
| 43      | Chennai            | Índia                           | 4.681.087  |                                                                                   |
| 44      | Calcuta            | Índia                           | 4.486.679  |                                                                                   |
| 45      | Surat              | Índia                           | 4.462.002  |                                                                                   |
| 46      | Yangon             | Myanmar                         | 4.350.000  | La més poblada de Myanmar                                                         |
| 47      | Alexandria         | Egipte                          | 4.110.015. |                                                                                   |
| 48      | Shenyang           | República Popular de la Xina    | 4.101.197  |                                                                                   |
| 49      | Suzhou             | República Popular de la Xina    | 4.074.000  |                                                                                   |
| 50      | Nova Taipei        | República de la Xina            | 3.910.086  |                                                                                   |
| 51      | Johannesburg       | Sud-àfrica                      | 3.888.180  | La més poblada de Sud-àfrica                                                      |
| 52      | Los Angeles        | Estats Units                    | 3.819.702  |                                                                                   |
| 53      | Yokohama           | Japó                            | 3.680.267  |                                                                                   |
| 54      | Abidjan            | Costa d'Ivori                   | 3.660.682  | La més poblada de Costa d'Ivori                                                   |
| 55      | Berlín             | Alemanya                        | 3.499.879  | La més poblada d'Alemanya                                                         |
| 56      | Ciutat del Cap     | Sud-àfrica                      | 3.497.097  |                                                                                   |
| 57      | Durban             | Sud-àfrica                      | 3.468.086  |                                                                                   |
| 58      | Busan              | Corea del Sud                   | 3.459.840  |                                                                                   |
| 59      | Jiddah             | Aràbia Saudita                  | 3.430.697  |                                                                                   |
| 60      | Madrid             | Espanya                         | 3.273.049  | La més poblada d'Espanya                                                          |
| 61      | Pyongyang          | Corea del Nord                  | 3.255.388  | La més poblada de Corea del Nord                                                  |
| 62      | Nairobi            | Kenya                           | 3.138.369  | La més poblada de Kenya                                                           |
| 63      | Poona              | Índia                           | 3.115.431  |                                                                                   |
| 64      | Jaipur             | Índia                           | 3.073.350  |                                                                                   |
| 65      | Addis Abeba        | Etiòpia                         | 3.040.740  |                                                                                   |
| 66      | Casablanca         | Marroc                          | 3.027.000  |                                                                                   |